# Dolni Balvan
Dolni Balvan (en macédonien Долни Балван) est un village de l'est de la Macédoine du Nord, situé dans la municipalité de Karbintsi. Le village comptait 358 habitants en 2002. Il est desservi par la gare de Balvan, située sur la ligne de Vélès à Kotchani.

## Démographie
Lors du recensement de 2002, le village comptait :
- Macédoniens : 357
- Serbes : 1